# Kristoffer Peterson
 (octobre 2021).
Kristoffer Peterson, né le 28 novembre 1994 à Göteborg en Suède, est un footballeur suédois qui joue au poste d'attaquant au Fortuna Sittard.

## Biographie
Le 2 août 2019, il rejoint Swansea City.